# Gerd Schubert
Gerd Schubert (ur. 15 lipca 1943 w Berlinie) – niemiecki bokser, medalista mistrzostw Europy z 1973, olimpijczyk. W czasie swojej kariery reprezentował Republikę Federalną Niemiec

## Osiągnięcia sportowe
Walczył w wadze muszej (do 51 kg). Wystąpił w niej na mistrzostwach Europy w 1969 w Bukareszcie, gdzie przegrał pierwszą walkę. Na igrzyskach olimpijskich w 1972 w Monachium wygrał pierwszą walkę walkowerem), a następną przegrał i odpadł z turnieju.
Zdobył brązowy medal w tej kategorii wagowej na mistrzostwach Europy w 1973 w Madrycie po wygraniu jednej walki i porażce w półfinale z Vicente Rodríguezem z Hiszpanii.
Był mistrzem RFN w wadze muszej w 1969, 1971 i 1973 oraz wicemistrzem w 1976.
Nie przeszedł na zawodowstwo.